# هنکاک (نیوهمپشایر)
هنکاک (به انگلیسی: Hancock) شهری در ایالت نیوهمپشایر کشور ایالات متحده آمریکا است که جمعیت آن در سرشماری سال ۲۰۱۰ میلادی، ۲۰۴ نفر بوده‌است.

## نگارخانه

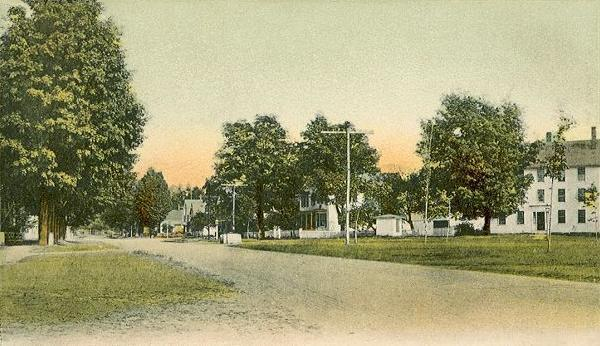
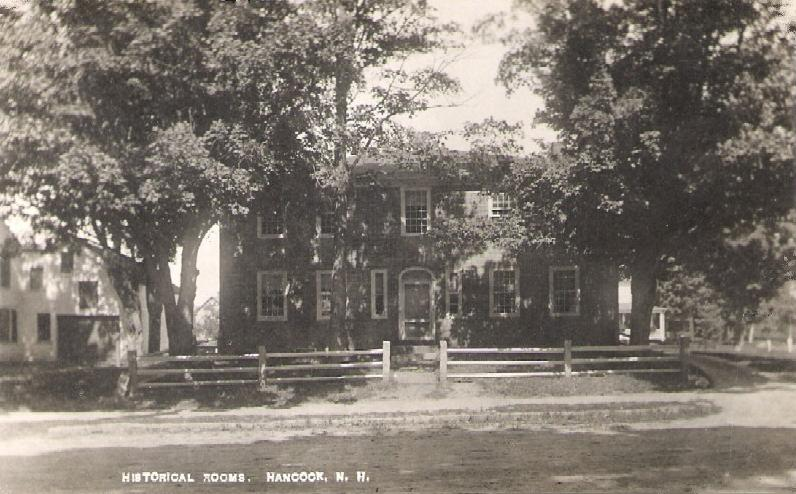
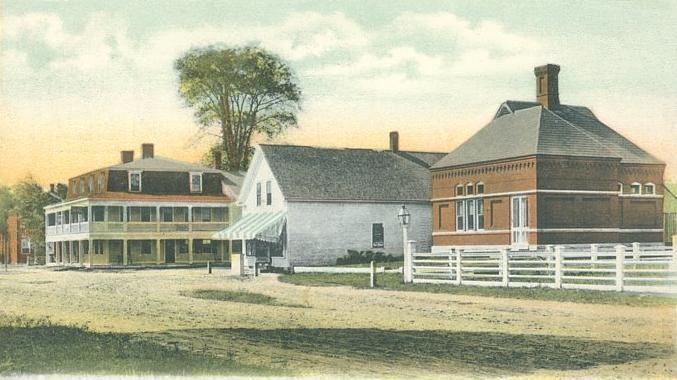